# Ōsaka
Ōsaka (大阪府 (Đại Phản phủ) Ōsaka-fu)  là một phủ của Nhật Bản, nằm ở vùng Kinki trên đảo Honshū. Phủ Osaka có dân số 8,778,035 (tính đến  ngày 1 tháng 4 năm 2022) và có diện tích địa lý là 1.905 kilômét vuông (736 dặm vuông Anh). Phủ Osaka giáp với tỉnh Hyōgo ở phía tây bắc, phủ Kyoto ở phía bắc, tỉnh Nara ở phía đông nam và tỉnh Wakayama ở phía nam.
Osaka là thủ phủ và thành phố lớn nhất của Phủ Osaka, và là thành phố lớn thứ ba ở Nhật Bản, với các thành phố lớn khác của Osaka bao gồm Sakai, Higashiōsaka và Hirakata. Phủ Osaka nằm ở bờ biển phía tây của Bán đảo Kii, tạo thành phía tây mở ra Vịnh Osaka. Phủ Osaka là tỉnh đông dân thứ ba, nhưng xét về diện tích địa lý thì đây là tỉnh nhỏ thứ hai; với 4.600 người trên kilômét vuông (12.000/sq mi) đây là tỉnh có mật độ dân số đông thứ hai, chỉ sau Tokyo. Phủ Osaka là một trong hai "tỉnh thành thị" của Nhật Bản sử dụng ký hiệu fu (府) thay vì ký hiệu ken tiêu chuẩn cho các tỉnh, cùng với phủ Kyoto. Phủ Osaka tạo thành trung tâm của vùng đô thị Keihanshin, vùng đô thị đông dân thứ hai ở Nhật Bản sau Vùng đô thị Tokyo và là một trong những vùng có năng suất cao nhất thế giới theo GDP.

## Lịch sử
Trước thời kỳ Duy tân Minh Trị, khu vực ngày nay của Tỉnh Osaka được chia thành các tỉnhKawachi, Izumi, và Settsu.
Tỉnh Osaka được thành lập vào ngày 21 tháng 6 năm 1868, ngay đầu thời kỳ Minh Trị. Theo sự thúc đẩy của Fuhanken Sanchisei vào năm 1868, tỉnh này đã nhận được hậu tố fu, chỉ định là một phủ.
Ngày 1 tháng 9 năm 1956, thành phố Osaka được thăng cấp thành Đô thị cấp quốc gia và do đó được chia thành 24 phường. Sakai trở thành thành phố thứ hai trong tỉnh được thăng cấp thành một Đô thị cấp quốc gia vào ngày 1 tháng 4 năm 2006 và được chia thành bảy phường.
Năm 2000, Fusae Ota trở thành nữ thống đốc đầu tiên của Nhật Bản khi bà thay thế Knock Yokoyama, người đã từ chức sau khi bị truy tố vì tội quấy rối tình dục. Tōru Hashimoto, trước đây nổi tiếng là cố vấn trên truyền hình, được bầu vào năm 2008 ở tuổi 38, trở thành thống đốc trẻ nhất Nhật Bản.
Ngày 18 tháng 6 năm 2018, một trận động đất đã xảy ra ở khu vực phía bắc của phủ. Trận động đất đã giết chết 4 người và gây ra thiệt hại nhỏ trên khắp Keihanshin.

### Đề xuất tái tổ chức
Năm 2010, Hiệp hội khôi phục Osaka được thành lập với sự ủng hộ của Thống đốc Tōru Hashimoto, với hy vọng cải tổ Tỉnh Osaka thành Osaka Metropolis và sáp nhập với Thành phố Osaka. Trong cuộc bầu cử địa phương năm 2011, hiệp hội đã giành được phần lớn các ghế của tỉnh và Hashimoto được bầu làm thị trưởng Osaka.
Một cuộc trưng cầu dân ý về vấn đề này đã được tổ chức vào năm 2015 và đã bị đánh bại với 50,38% cử tri phản đối kế hoạch. Cuộc trưng cầu dân ý thứ hai vào năm 2020 đã bị 50,6% cử tri bác bỏ.

## Địa lý
Tỉnh Osaka giáp với các tỉnh Hyōgo và Kyoto ở phía bắc, Nara ở phía đông và Wakayama ở phía nam. Sông Yodo và Yamato chảy qua tỉnh này.
Trước khi xây dựng Sân bay quốc tế Kansai, Osaka là tỉnh nhỏ nhất Nhật Bản. Đảo nhân tạo mà sân bay được xây dựng đã tạo thêm đủ diện tích để khiến nó lớn hơn một chút so với Tỉnh Kagawa.
Tính đến ngày 1 tháng 4 năm 2012, 11% tổng diện tích đất của tỉnh được chỉ định là Công viên thiên nhiên, cụ thể là Công viên quốc gia bán công Kongō-Ikoma-Kisen và Meiji no Mori Minō và Công viên thiên nhiên tỉnh Hokusetsu và Hannan-Misaki.

## Hành chính

### Thành phố
Phủ Osaka có 33 thành phố:
| - Daito - Fujiidera - Habikino - Hannan - Higashiosaka - Hirakata - Ibaraki - Ikeda - Izumi - Izumiotsu - Izumisano | - Kadoma - Kaizuka - Kashiwara - Katano - Kawachinagano - Kishiwada - Matsubara - Minoh - Moriguchi - Neyagawa - Osaka (trung tâm hành chính) | - Osakasayama - Sakai - Sennan - Settsu - Shijonawate - Suita - Takaishi - Takatsuki - Tondabayashi - Toyonaka - Yao |

### Các thị trấn và làng
Phủ Osaka có 10 thị trấn (cho) và làng (mura) hợp thành 5 quận.

## Giao thông
Osaka có 3 sân bay là (Sân bay quốc tế Kansai, Sân bay quốc tế Osaka, và Sân bay Yao).

## Kinh tế
Trung tâm kinh tế lớn thứ hai của Nhật Bản.
- GDP: 40,9 ngàn tỷ ¥
- Sản lượng công nghiệp hàng năm: 17,2 ngàn tỷ ¥
- Doanh số bán lẻ hàng năm: 76,6 ngàn tỷ ¥

Nhiều công ty lớn có trụ sở ở phủ Osaka:
Hankyu, Kintetsu, Matsushita, Sharp, Sanyo, Nissin, Suntory, Glico...

## Giáo dục

### Các trường đại học
- Đại học Y khoa Kansai (Moriguchi, Osaka)
- Đại học Osaka (Toyonaka và Suita)
- Đại học Ngoại giao Osaka (Minoh)
- Đại học Osaka Kyoiku (Kashiwara)
- Đại học thành phố Osaka (Osaka,)
- Đại học Phủ Osaka (Sakai)
- Đại học Kansai (Suita, Takatsuki, TP.Osaka)
- Đại học Kinki (Higashiosaka)
- Đại học Kansai Gaidai (Hirakata) (Đại học Ngoại ngữ Kansai)
- Đại học Ritsumeikan (Ibaraki)

## Thể thao
CLB Bóng đá
- Gamba Osaka (Suita)
- Cerezo Osaka (Osaka)
- Sagawa Express Osaka S.C. (Osaka city)

Bóng chày
- Orix Buffaloes (Osaka)

Bóng rổ
- Osaka Evessa (Osaka)

Bóng chuyền
- Osaka Blazers Sakai (Sakai)
- Suntory Sunbirds (Osaka)
- Panasonic Panthers (Hirakata)

## Du lịch
- Thành Osaka
- Khu du lịch giải trí USJ